# Fianoniella opaca
Fianoniella opaca là một loài tò vò trong họ Ichneumonidae.